# Hypolytrum longirostre
Hypolytrum longirostre là loài thực vật có hoa trong họ Cói. Loài này được Thwaites mô tả khoa học đầu tiên năm 1864.